# بالي اير
بالي اير كان مقره في رياو، سومطرة، وهي شركة فرعية إقليمية لجارودا إندونيسيا. وقد توقفت الشركة عن العمل المقرر في عام 2005 في نفس العام الذي أعلنت فيه جارودا إفلاسها، متذرعة بمخاوف مالية. وفي شباط/فبراير 2007، أرجأت وزارة النقل إلغاء ترخيص 11 شركة طيران خاملة، بما في ذلك شركة بالي للطيران، لإعطاء فرص لإعادة الهيكلة للمشغلين.

## التاريخ
تأسست شركة الطيران في عام 1973 وكانت تعرف سابقًا باسم بالي للخدمات الجوية الدولية. كانت مملوكة بالكامل من قبل Bouraq ، وهي الآن منتهية الصلاحية.